# Wilhelm von Kuhlmann

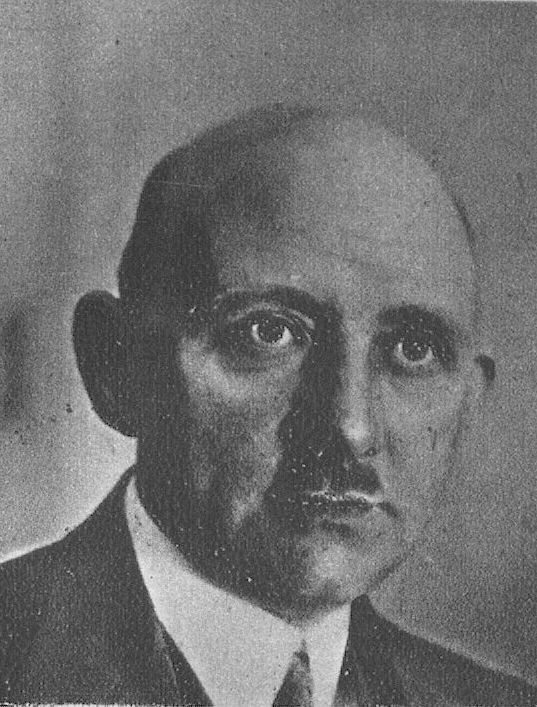
Wilhelm von Kuhlmann, um 1924

Wilhelm Edmund Erich Kuhlmann, seit 1896 von Kuhlmann (* 20. Januar 1879 in Königsberg; † 16. Januar 1937 in Wiesbaden) war ein deutscher Konsularbeamter und als Gesandter diplomatischer Vertreter des Deutschen Reiches in Mittelamerika und im Freistaat Irland. 

## Leben

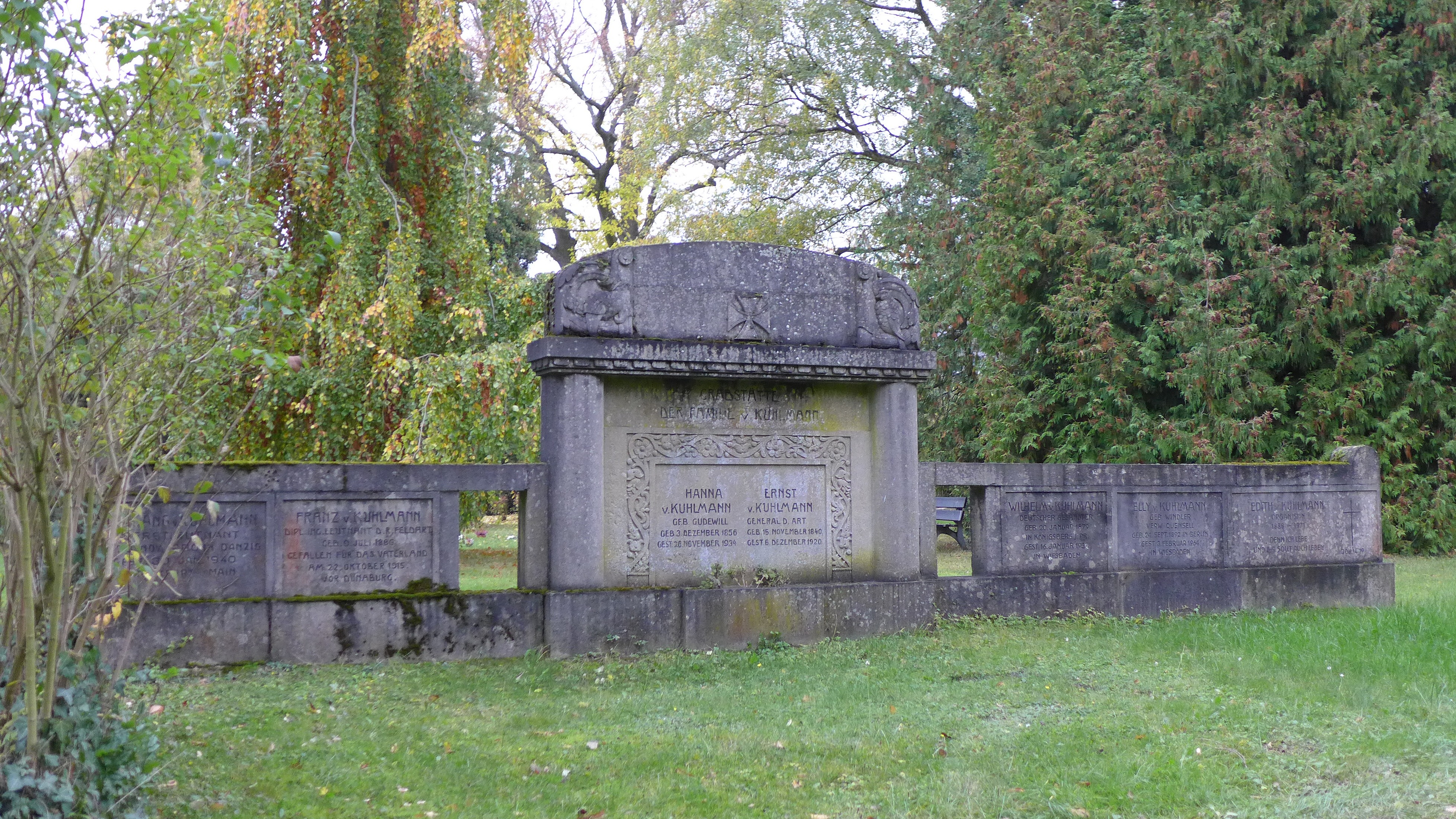
Familiengrab in Alfeld (Leine)

Wilhelm von Kuhlmann war ein Sohn des 1896 geadelten preußischen Generals der Artillerie Ernst von Kuhlmann (1840–1920) und dessen Ehefrau Hanna, geborene Gudewill (1856–1934). Seine Ehefrau war Elly, verwitwete Quensell,  geborene Windler (1892–1964). Sie war Tochter des Fabrikanten Georg Windler, Direktor der 1819 gegründeten H. Windler KG bzw. AG, Fabrik für chirurgische und orthopädische Instrumente in Berlin und Dortmund. Die Organistin Edith von Kuhlmann (1888–1971) war seine Schwester.
Kuhlmann besuchte das Friedrich-Wilhelms-Gymnasium in Posen, das Marienstiftsgymnasium in Stettin und das Joachimsthalsche Gymnasium in Wilmersdorf. Nach dem Abitur im Februar 1897 studierte er an der Albert-Ludwigs-Universität Freiburg, der Kaiser-Wilhelm-Universität Straßburg, der Friedrich-Wilhelms-Universität Berlin und der Georg-August-Universität Göttingen Rechtswissenschaft. 1898 wurde er Mitglied des Corps Hasso-Borussia und des Corps Rhenania Straßburg. 1898/99 diente er als Einjährig-Freiwilliger in der Preußischen Armee. 1903 wurde er zum Leutnant der Reserve, 1912 zum Oberleutnant der Landwehr befördert. Nach dem Referendarexamen im Mai 1901 trat er in den preußischen Justizdienst. Im November 1905 bestand er das Assessorexamen.
Zum 17. März 1906 wurde er in den Auswärtigen Dienst (konsularische Laufbahn) einberufen. Er arbeitete in den Abteilungen Handelspolitik, Recht und Personal und Verwaltung. Im April 1908 wurde er an das Konsulat in Paris versetzt. 1908 wurde er charakterisierter Vizekonsul und kehrte er in das Auswärtige Amt zurück (Personal und Verwaltung). Als ständiger Hilfsarbeiter und charakterisierter Legationsrat wurde er 1910 stellvertretender Kassenkurator.
Vom 16. August 1914 bis zum 9. August 1915 diente er im Ersten Weltkrieg beim Heer, seit Januar 1915 als Hauptmann der Landwehr. Seit Juli 1917 Wirklicher Legationsrat und Vortragender Rat, wurde er am 1. September 1919 Kassenkurator. Nach Ende des Krieges war er seit dem 20. Oktober 1919 u. a. für alle die Waffenstillstandskommission und die Friedensabteilung des Auswärtigen Amtes berührenden Finanzfragen zuständig. Im Juli 1920 wurde er stellvertretender Dirigent, ein Jahr später Dirigent der Abteilung I.
1922 und 1923 war  er für jeweils einen Monat kommissarischer Leiter der Gesandtschaft Lissabon. Im Mai 1924 wurde er zum Gesandten ernannt und an die Gesandtschaft Guatemala geschickt, die auch für Nicaragua, El Salvador, Honduras, Costa Rica und Panama zuständig war.
Seit April 1927 Gesandter I. Klasse, wurde er am 24. August 1934 von Guatemala als Gesandter nach Dublin beordert. Der 1922 als Bürgerkriegsfolge entstandene Irische Freistaat war zu dieser Zeit der Sinn-Féin-Regierung von Éamon de Valera bis zur Abdankung des Königs Edward VIII. Ende 1936 formell noch als Dominion unter der englischen Krone Bestandteil des britischen Weltreichs. Die Nationalsozialisten maßen den diplomatischen Beziehungen des Deutschen Reiches zum republikanischen Irland eine besondere Bedeutung zu, die sich später im Zweiten Weltkrieg in der (wohlwollenden) Neutralität Irlands bestätigte. Bereits im Mai 1934 war in Dublin eine NSDAP-Auslandsorganisation entstanden, die von der Gesandtschaft betreut wurde. Seit dem 8. März 1936 war Kuhlmann in Krankenurlaub in Deutschland.